# Stuessya
Stuessya es un género de plantas con flores perteneciente a la familia  Asteraceae.  Comprende 3 especies descritas y de estas, solo 2 aceptadas.

## Taxonomía
El género fue descrito por B.L.Turner & F.G.Davies y publicado en Brittonia 32(2): 209, f. 1–2. 1980. La especie tipo es Stuessya perennans B.L.Turner & F.G.Davies

## Especies aceptadas
A continuación se brinda un listado de las especies del género Stuessya aceptadas hasta julio de 2012, ordenadas alfabéticamente. Para cada una se indica el nombre binomial seguido del autor, abreviado según las convenciones y usos.
- Stuessya apiculata (S.F.Blake) B.L.Turner & F.G.Davies
- Stuessya perennans B.L.Turner & F.G.Davies